# Fiskales Ad-Hok
Fiskales Ad-Hok este o formație chiliană de punk rock și hardcore punk. 

## Membrii formației
Membrii formației sunt:
- Álvaro España
- Roli Urzúa
- Guardabosques
- Rodrigo Barahona
- Mechas de Clavo

## Discografie

### Album de studio
- Matarratas (1987, Indie)
- Fiskales Ad-Hok (1993, La Batuta)
- Traga (1995, BMG)
- Fiesta (1998, CFA)
- Calavera (2001, CFA)
- Antología (2004, CFA)
- Lindo Momento Frente Al Caos (2007, CFA/Oveja Negra)
- 12 (2009, CFA)